# Lecanora melaena
Lecanora melaena är en lavart som först beskrevs av Hedl., och fick sitt nu gällande namn av Fink. Lecanora melaena ingår i släktet Lecanora och familjen Lecanoraceae.   Inga underarter finns listade i Catalogue of Life.